# Marieta Ilcu
Marieta Ilcu, romunska atletinja, * 16. oktober 1962, Darabani, Romunija.
Nastopila je na poletnih olimpijskih igrah leta 1992 in dosegla petnajsto mesto v skoku v daljino. Na svetovnih dvoranskih prvenstvih je osvojila naslov prvakinje leta 1993, srebrno medaljo leta 1989 in bronasto leta 1991, na evropskih prvenstvih srebrno medaljo leta 1990, kot tudi na evropskih dvoranskih prvenstvih leta 1992.